# He 70飛機
He 70飛機是亨克爾的多用途飛機，原本是民用飛機但有軍事潛力，日本即是從He 70的基礎上研發出九九式俯衝轟炸機並用於中日戰爭和太平洋戰爭。

## 研發和使用簡史
He 70飛機始於1930年，德國亨克爾為漢莎航空研製的一種新式郵務機，這是一種全鋁合金製單翼飛機，有著流線形的機身和橢圓形機翼，He 70於1932年試飛成功並在1933年創下8項飛行的世界紀錄，漢莎航空用此機種作為柏林至漢堡和法蘭克福之間的郵務機，1936年西班牙內戰爆發，28架He 70作為兀鷹軍團的偵察機來到西班牙，之後其他國家也有使用He 70作為偵察機甚至轟炸機。

## 基本資料
- 乘員:3人
- 機長:11.7米
- 翼展:14.8米
- 機高:3.1米
- 空重:2,360公斤
- 載重:3,386公斤
- 機翼面積:36.5平方米
- 最快速度:360公里/小時
- 航程:2,100公里
- 昇限:5,300米
- 發動機:BMW-IV水冷式發動機(750匹馬力)
- 武裝(軍用型):機後一挺7.92毫米口徑MG 15機槍+300公斤炸彈

## 使用國家
- 納粹德國
- 日本
- 英国
- 匈牙利
- 西班牙国
- 瑞士